# Sunius debilicornis
Sunius debilicornis är en skalbaggsart som först beskrevs av Thomas Vernon Wollaston 1857.  Sunius debilicornis ingår i släktet Sunius och familjen kortvingar. Inga underarter finns listade i Catalogue of Life.